# Kommunal väg
Kommunal väg är en väg där en kommun är väghållare, det vill säga kommunen ansvarar för byggande av väg och drift av väg.
Byggande av vägar regleras i Väglagen. Fram till 1992 utgick statsbidrag från Vägverket för byggandet av vissa kommunala vägar, främst huvudleder inom tätorter som Ängöleden i Kalmar och Härlövsängaleden i Kristianstad. 
Inom tätorter med detaljplan finns gator som utgör allmän plats. En gata är inte en väg då gator regleras av Plan- och bygglagen. Normalt ansvarar kommunen för väghållningen av gator.
Kommunala vägar har ett namn men normalt inget nummer, inte ens internt inom kommunen.
I Finland finns inte kommunala vägar annat än i städernas områden med gator. Staten handhar alla vägar genom de regionala myndigheterna.

## Ansvarsfördelning i Sverige
Enligt Trafikverket bör kommunerna ha huvudansvar för väghållning i tätorter med undantag för det övergripande statliga vägnätet. En tydlig ansvarsfördelning bedöms leda till en mer effektiv och rationell väghållning, färre gränsdragningsfrågor och en mer rättvis kostnadsfördelning mellan kommuner och medborgare.